# Callionymus bairdi
Callionymus bairdi, tên thông thường là cá đàn lia Baird, là một loài cá biển thuộc chi Callionymus trong họ Cá đàn lia. Loài này được mô tả lần đầu tiên vào năm 1888.

## Phân bố và môi trường sống
C. bairdi có phạm vi phân bố rộng rãi ở Tây Bắc Đại Tây Dương và thưa thớt hơn ở Trung và Đông Đại Tây Dương. Ở phía tây, C. bairdi xuất hiện từ Cape Hatteras, bang Bắc Carolina, dọc theo bờ biển đông nam Hoa Kỳ, bao gồm Bermuda và Bahamas, trải rộng về phía nam đến phía tây vịnh Mexico và Florida Keys, cũng như khắp biển Caribe, và cũng đã được ghi nhận tại đảo Trinidad. Ở phía đông, C. bairdi được biết đến tại quần đảo Cape Verde, đảo Ascension, đảo Saint Helena, quần đảo Sao Tome và Principe ở vịnh Guinea.
C. bairdi sống trên đáy cát và đá vụn, và cũng sống xung quanh các rạn san hô thấp hoặc trong các thảm cỏ biển Thalassia testudinum, được tìm thấy ở độ sâu khoảng 91 m trở lại. Cá con thường sống ở vùng nước nông, khoảng 15 m trở lại.

## Mô tả

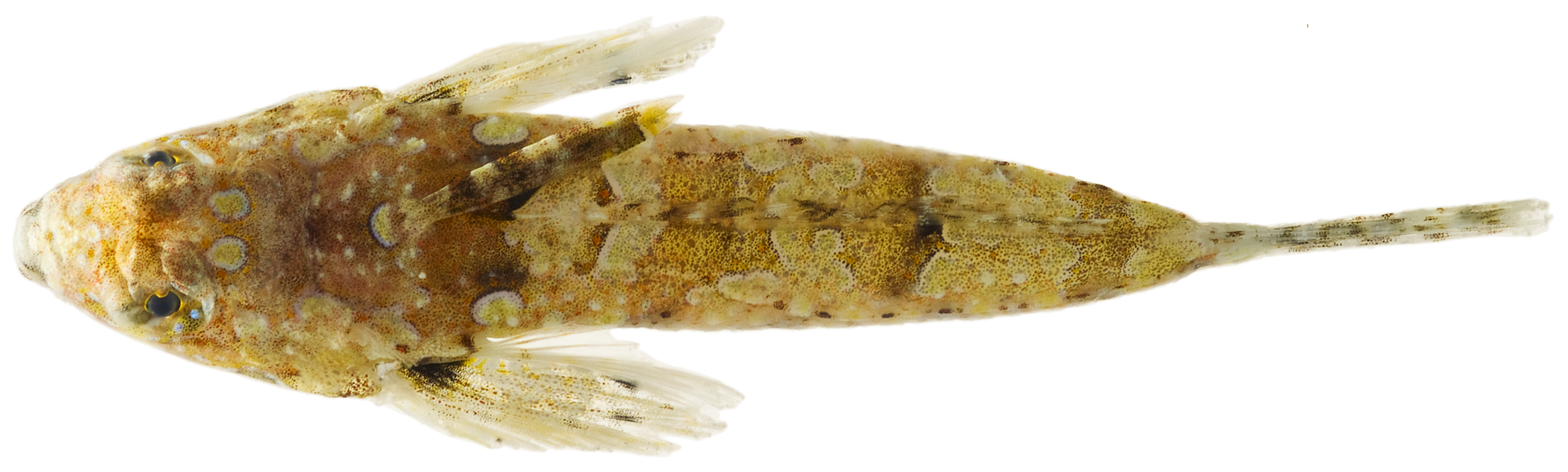
C. bairdi (nhìn từ trên)

Chiều dài tối đa được ghi nhận ở C. bairdi là khoảng 12 cm. C. bairdi là loài dị hình giới tính: vây lưng thứ nhất và thứ hai của cá đực vươn cao hơn so với cá mái, và màu sắc trên cơ thể cũng có đôi chút khác biệt. Cơ thể của chúng có màu nâu lốm đốm các vệt màu sẫm. Vây lưng thứ nhất của cá đực có màu nâu với dải viền trắng, màng vây có các vệt đốm đen.
Số gai ở vây lưng: 4; Số tia vây mềm ở vây lưng: 9 - 10; Số gai ở vây hậu môn: 0; Số tia vây mềm ở vây hậu môn: 8; Số tia vây mềm ở vây ngực: 18 - 24; Số gai ở vây bụng: 1; Số tia vây mềm ở vây bụng: 5.